# Lohanthony
Anthony Michael Quintal, también conocido Lohanthony, es un YouTuber y actor estadounidense.

## Carrera

### YouTube
Quintal creó su canal a los doce años de edad, el 3 de enero de 2012, y ganó 1,000,000 de suscriptores en dos años. Ahora, él tiene más de 1,530,000 suscriptores y más de 86,000,000 visitas.

### Música
El 21 de agosto de 2015, Quintal anunció que su álbum recopilación, Landscapes, estaba listo para reserva. Fue lanzado el 11 de septiembre de 2015, con doce canciones de música electrónica alternativa, y de músicos pop de todo el mundo. Debutó en el número tres de la lista Top Dance/Electronic Albums.
Según Quintal, “la música siempre ha sido una parte profunda de [su] identidad, y algo que [sus] espectadores han pedido más acceso.” También declaró que es "una gran manera grande para compartir la música que a [él] [le] gusta con [sus] fans, darles más acceso a [sus] gustos personales, y ayudarle a promover a músicos que a [él] [le] gustan." La página web oficial sugiere que el álbum "es la primera recopilación en la serie de música de Lohanthony," de lo que se deduce que habrá más. La web también sugiere que "este álbum representa un escape. El mundo ha abierto los ojos [de Quintal] a lo que este bello planeta tiene que ofrecer; paisajes. Para [Quintal], eso es exactamente lo que él experimenta cuando escucha nueva música. Con esta recopilación, él espera divulgar concienciación sobre estos artistas ocultos. Cada canción [presentada en] Landscapes se garantica que te conducirá a lugar en los que nunca antes has estado.”

### Interpretación
Quintal protagonizará Miss Stevens, una película indie que se estrenará en 2016. Interpreta a uno de los tres estudiantes a quienes la señorita Stevens, su profesora, les acompaña en una excursión a una competición de drama del teatro.